# William J. Coyne

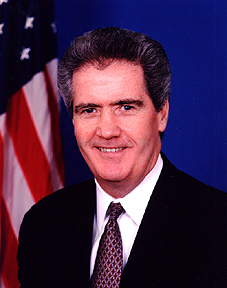
William J. Coyne

William Joseph Coyne (* 24. August 1936 in Pittsburgh, Pennsylvania; † 3. November 2013 in Oakland, Pennsylvania) war ein US-amerikanischer Politiker. Zwischen 1981 und 2003 vertrat er den Bundesstaat Pennsylvania im US-Repräsentantenhaus.

## Werdegang
William Coyne besuchte bis 1954 die Central Catholic High School in Pittsburgh. Zwischen 1955 und 1957 diente er in der US Army. Danach studierte er bis 1965 am Robert Morris College in Pittsburgh. Anschließend arbeitete er als Buchhalter. Gleichzeitig schlug er als Mitglied der Demokratischen Partei eine politische Laufbahn ein. Zwischen 1970 und 1972 war er Abgeordneter im Repräsentantenhaus von Pennsylvania; von 1974 bis 1980 saß er im Stadtrat von Pittsburgh.
Bei den Kongresswahlen des Jahres 1980 wurde Coyne im 14. Wahlbezirk von Pennsylvania in das US-Repräsentantenhaus in Washington, D.C. gewählt, wo er am 3. Januar 1981 die Nachfolge von William S. Moorhead antrat. Nach zehn Wiederwahlen konnte er bis zum 3. Januar 2003 elf Legislaturperioden im Kongress absolvieren. In diese Zeit fielen die Terroranschläge am 11. September 2001. Coyne war über viele Jahre hinweg Mitglied im Committee on Ways and Means. Im Jahr 2002 verzichtete er auf eine weitere Kandidatur.